# 12261 Ледваньє
12261 Ледваньє (12261 Ledouanier) — астероїд головного поясу, відкритий 7 жовтня 1989 року.
Тіссеранів параметр щодо Юпітера — 3,620.
Названо на честь Анрі-Жюльєна Фелікса Руссо (фр. Henri Julien Félix Rousseau; 1844-1910) (на прізвисько «Митник» (фр. le douanier), французького живописця-примітивіста, музиканта і літератора.